# Laura L. Kiessling
Laura Lee Kiessling (née le 21 septembre 1960) est une chimiste américaine et professeure Novartis de chimie au Massachusetts Institute of Technology. Ses recherches se concentrent sur l'élucidation et l'exploitation des interactions à la surface des cellules, en particulier celles médiées par les protéines se liant aux glucides,.

## Éducation
Kiessling obtient un BS en chimie du Massachusetts Institute of Technology en 1983 et un doctorat en chimie de l'Université Yale en 1989. À Yale, elle travaille avec Stuart L. Schreiber pour synthétiser et étudier de petites molécules comme sondes de la fonction biologique. Après avoir obtenu son doctorat, Kiessling passe deux ans au California Institute of Technology en tant que boursière postdoctorale de l'American Cancer Society, où elle travaille avec Peter Dervan (en) pour étudier la reconnaissance et le clivage de l'ADN.

## Carrière
En 1991, Kiessling rejoint la faculté de l'Université du Wisconsin à Madison où elle est professeure "Steenbock" de chimie et professeure "Laurens Anderson" de biochimie. Pendant son séjour à Madison, Kiessling est également directrice du Keck Center for Chemical Genomics et du programme de formation à l'interface chimie-biologie des National Institutes of Health. En 2017, elle rejoint le Massachusetts Institute of Technology en tant que professeure Novartis de chimie. Elle est rédactrice en chef d'ACS Chemical Biology,,.
Les contributions de Kiessling couvrent les domaines de la synthèse organique, de la chimie des polymères et de la biologie moléculaire. Elle contribue à la synthèse et à l'étude de nombreuses molécules biologiquement actives, notamment des donneurs de glycosyle, des peptides modifiés, et des glycopolymères,,. La recherche de Kiessling utilise ces molécules pour sonder les processus de reconnaissance cellulaire et de transduction du signal. Ses recherches montrent que les ligands multivalents (molécules possédant plusieurs groupes de liaison) peuvent influencer les mécanismes de liaison récepteur-ligand, activer la signalisation et cibler des réponses immunitaires spécifiques. Ces découvertes ont des applications potentielles dans l'immunothérapie ciblée et le traitement des maladies,,.
Kiessling reçoit de nombreux prix et distinctions en reconnaissance de ses recherches. Elle reçoit une bourse de la Fondation MacArthur en 1999. En 2007, Kiessling est intronisée en tant que membre de l'Académie nationale des sciences des États-Unis et en 2017, elle reçoit le prix Tetrahedron pour la créativité en chimie organique.
Kiessling est membre de l'Association américaine pour l'avancement des sciences et de l'American Chemical Society ainsi que de l'Académie américaine des arts et des sciences, de la Société américaine de philosophie et la Société américaine de microbiologie. Kiessling est également cofondatrice de Quintessence Biosciences, une entreprise qui s'efforce de traduire ses avancées technologiques en remèdes pour diverses maladies. Elle est sélectionnée comme l'une des cinquante meilleures "Stars to Watch" en recherche et développement par Industry Week .